# Eucrostes barnardae
Eucrostes barnardae är en fjärilsart som beskrevs av Lucas 1891. Eucrostes barnardae ingår i släktet Eucrostes och familjen mätare. Inga underarter finns listade i Catalogue of Life.